# Döbern

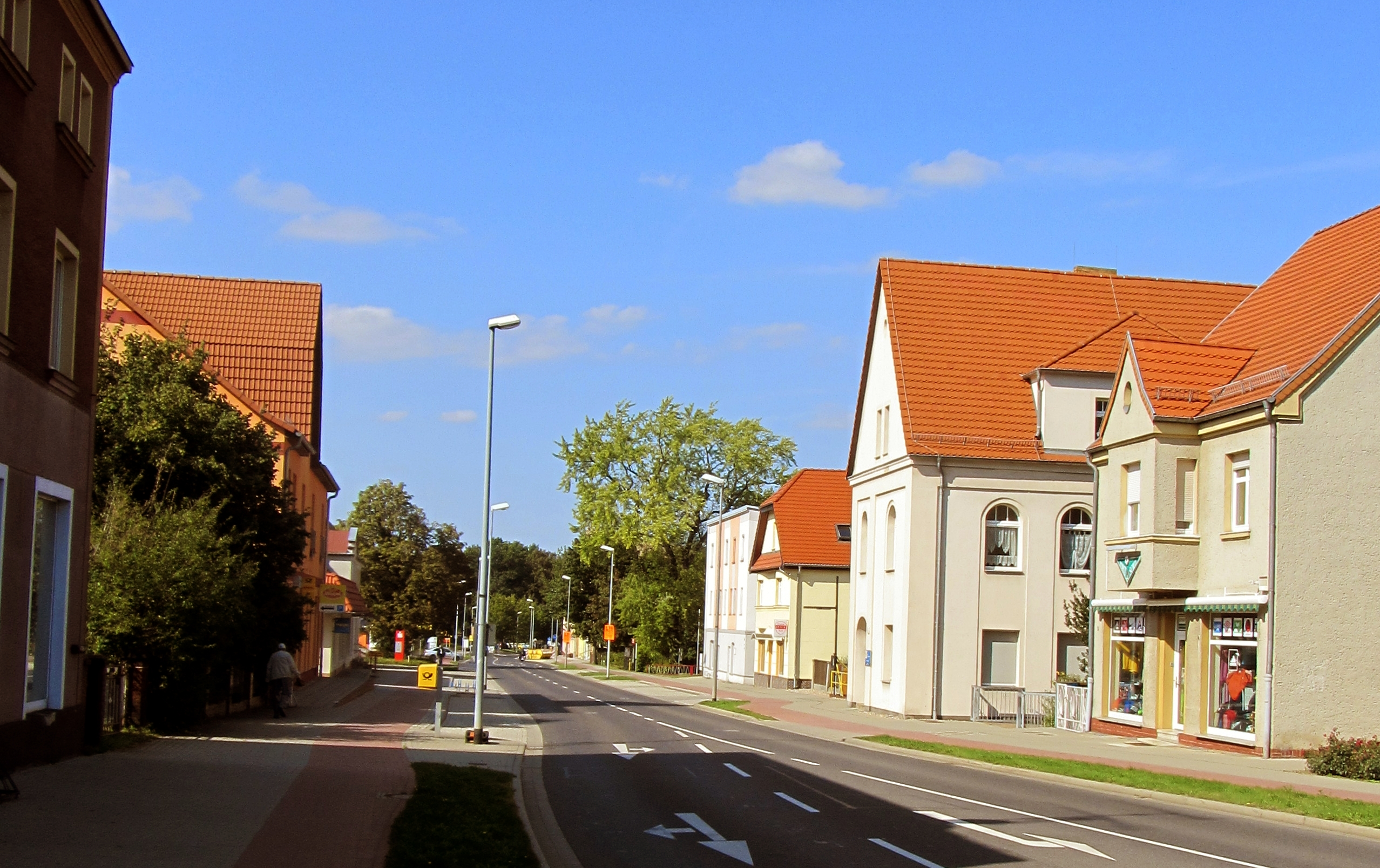
Döbern, Blick Forster Straße hinab Richtung Cottbus

Döbern (niedersorbisch Derbno) ist eine amtsangehörige Stadt des Amtes Döbern-Land im Landkreis Spree-Neiße im Südosten von Brandenburg (Deutschland). Die Stadt führt seit Dezember 2013 den offiziellen Namenszusatz Glasmacherstadt.

## Geografie

### Lage
Die Entfernungen zu den Mittelzentren Forst (Lausitz), Spremberg und Weißwasser betragen jeweils etwa 20 Kilometer, zum Oberzentrum Cottbus etwa 25 Kilometer.

### Landschaft

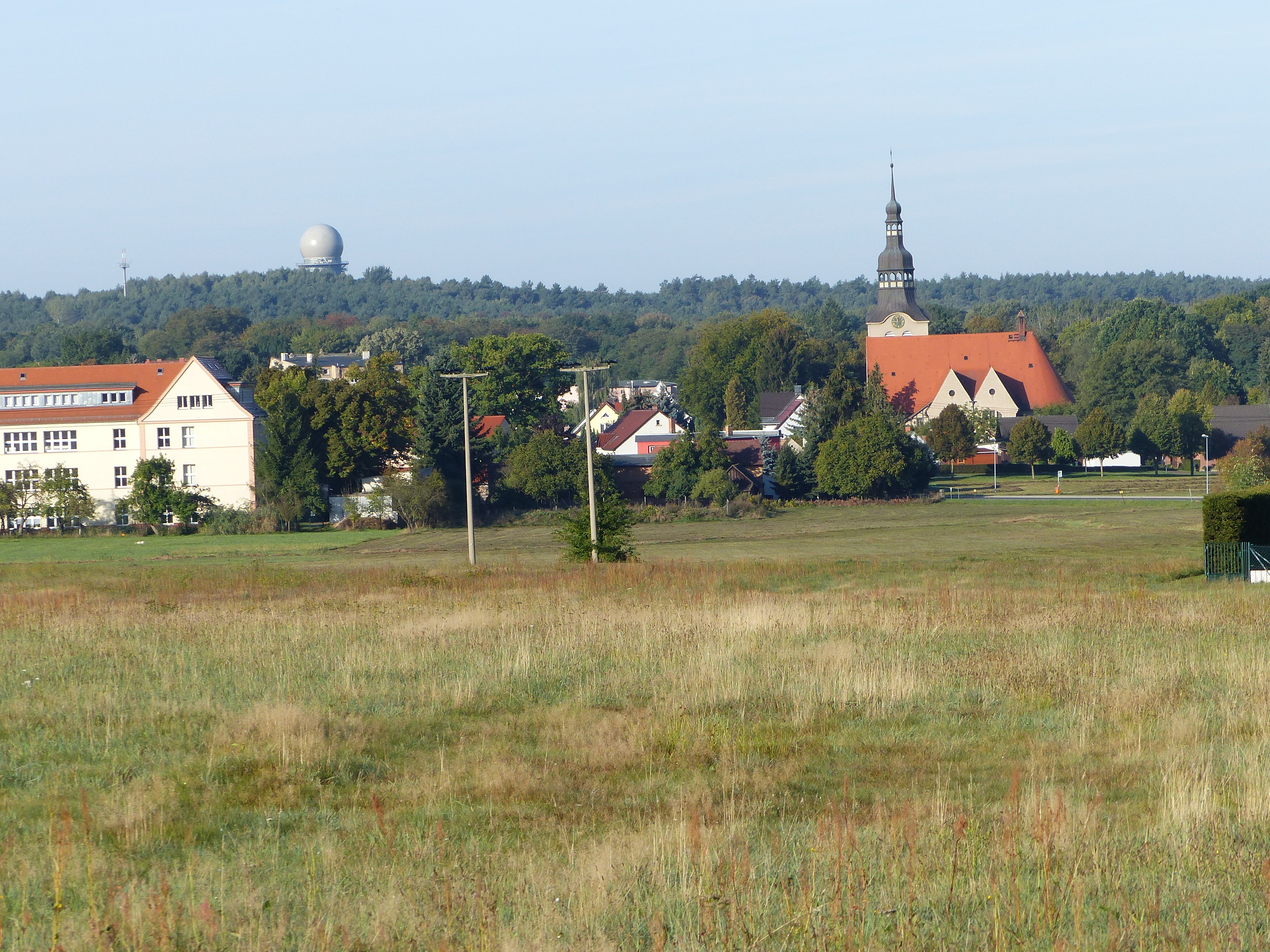
Döbern und der Hohe Berg mit Radarturm

Die Landschaft in und um Döbern ist leicht hügelig. Markanter Punkt ist der Hohe Berg, die mit 184 m höchste Erhebung der Gegend (dritthöchster Gipfel im Land Brandenburg). An seinen Nordausläufern entspringt die Malxe. Typisch für die Gegend um Döbern sind Kiefernwälder, in der Stadt selbst besteht ein umfangreicher Laubbaumbestand, welcher der Stadt ihr grünes Antlitz verleiht.

### Geologische Besonderheit
Die Gegend um die Stadt Döbern ist gekennzeichnet vom Muskauer Faltenbogen. Ein Gletscher formte durch gewaltigen Druck den deutlich erkennbaren Faltenbogen in Form eines Hufeisens, das sich in seiner Ausdehnung von Döbern über Weißwasser und Bad Muskau bis nach Trzebiel in Polen erstreckt. In seinem Bereich finden sich Sand-, Ton- und Kohleschichten. Sichtbar wird diese geologische Struktur durch Restseen der ehemaligen Braunkohlefördergebiete und durch so genannte Gieser (bis 50 m lange, 20 m tiefe sowie 30 m breite Geländefurchen, teils mit Wasser gefüllt), die sich hufeisenförmig über den gesamten Faltenbogen ziehen.

### Klima
In Döbern herrscht Kontinentalklima mit einer größeren Amplitude zwischen Sommer und Winter. Pro Jahr fallen etwa 550 mm Niederschlag, auch durch die Wirkung der Orographie (Einfluss von Erhebungen auf die Niederschlagsmenge, hier möglich durch den Muskauer Faltenbogen). Erheblichen Einfluss auf das regionale Klima haben auch umliegende Tagebaue. So wird durch großflächig vegetationsfreie Zonen eine besondere Thermik verursacht. Auch die Grundwasserabsenkung dieser Förderstellen bringt diverse Auswirkungen mit sich. Die Flutung der Lausitzer Seenlandschaft könnte über einen mittelfristigen Zeitraum eine neue Situation herbeiführen. Da es sich um eine große Fläche handelt, bleibt abzuwarten, wie das Gesamtklima sich verändert.

## Stadtgliederung
Zu Döbern gehören der Gemeindeteil Eichwege (Dubrawka) und die Wohnplätze Birkenhain (Brjazyna), Döberner Grenze (Derbnojska Granica) und Döberner Mühle (Derbnojski Młyn).

## Geschichte

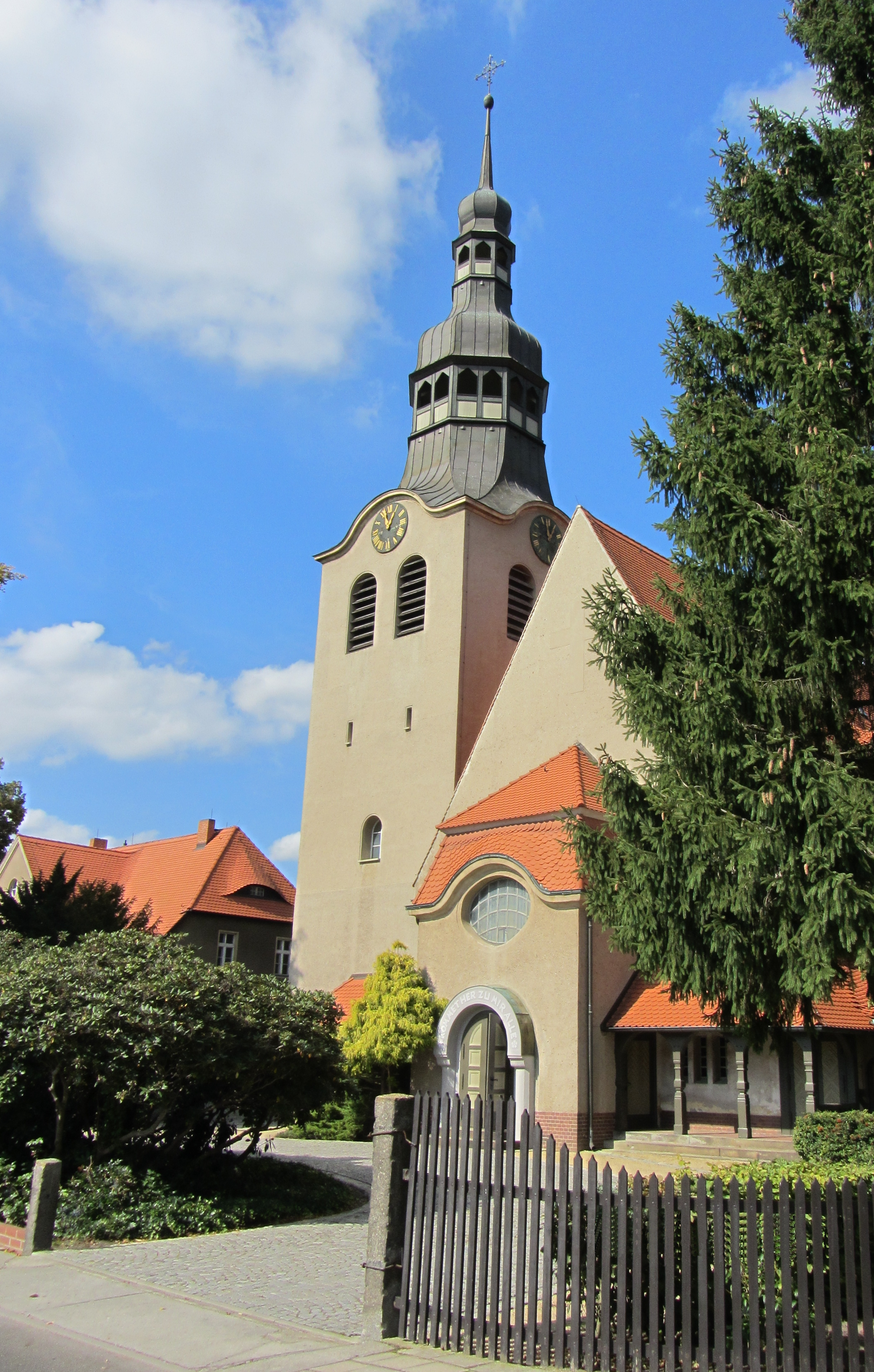
Evangelische Christuskirche

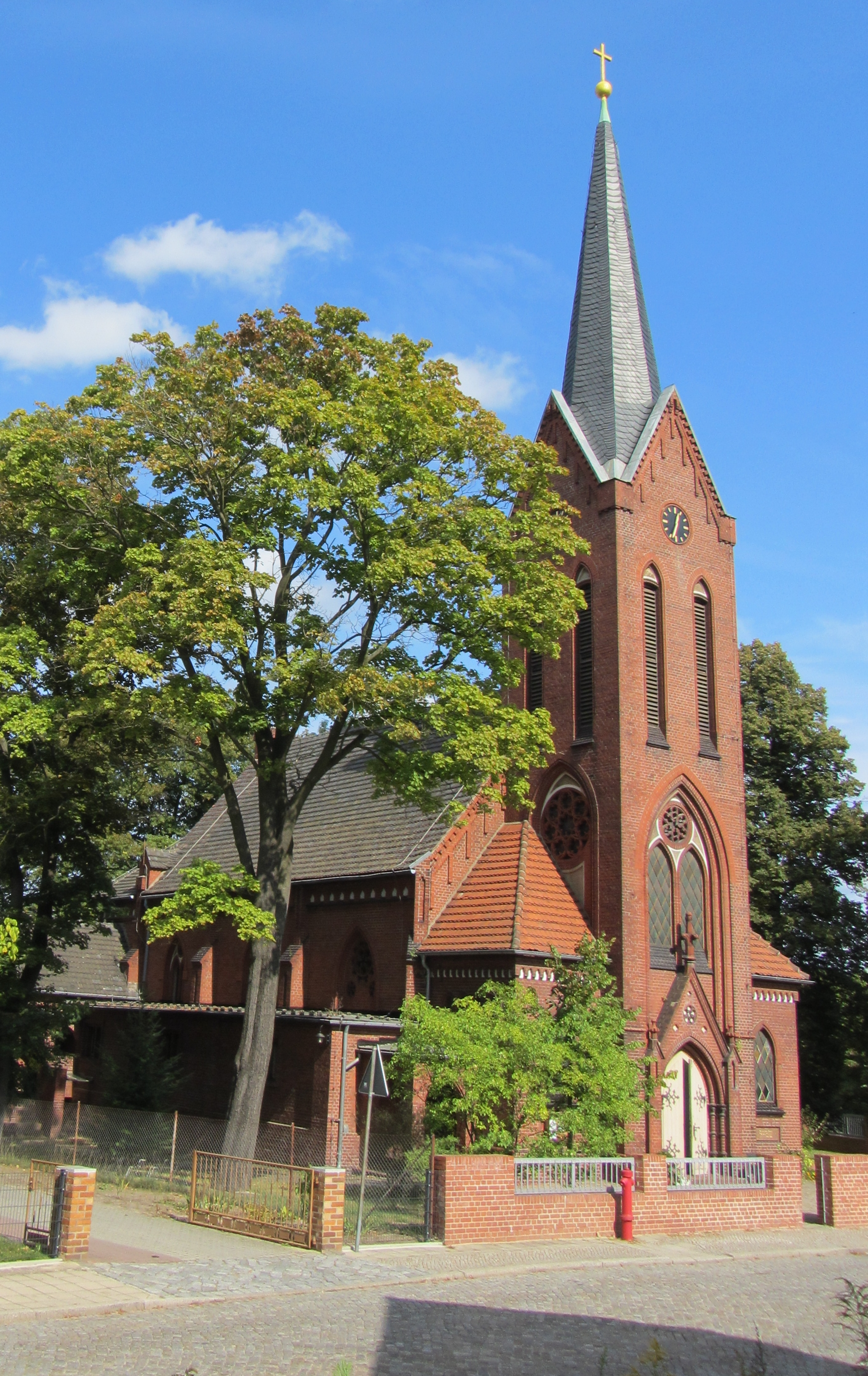
Katholische Kirche Corpus Christi

Döbern, dessen Name vom altsorbischen Wort debṙ für Vertiefung oder Schlucht hergeleitet werden kann, liegt im äußersten Süden der Niederlausitz. Bei einer Befragung bezeichneten sich hier im Jahr 1850 noch 12 Prozent der 342 Einwohner als wendisch, 1867 kein einziger.
Nachdem das Königreich Böhmen im Prager Frieden das Markgraftum Niederlausitz 1635 an das Kurfürstentum Sachsen abgetreten hatte, wurde Döbern 1815 zusammen mit der Niederlausitz im Ergebnis des Wiener Kongresses zur preußischen Provinz Brandenburg geschlagen. Es lag von 1818 bis 1945 im Landkreis Sorau, dessen westlicher Rumpf bis 1952 von der kreisfreien Stadt Forst aus verwaltet wurde. Danach gehörte Döbern zum neugebildeten Kreis Forst im DDR-Bezirk Cottbus, der ab 1990 als Landkreis Forst im Land Brandenburg fortbestand und 1993 im Landkreis Spree-Neiße aufging.
Döbern erhielt mit Wirkung vom 3. Oktober 1969 Stadtrecht.
Sein Gründungsdatum aber bleibt ungewiss. Seit spätestens dem 15. Jahrhundert existiert Döbern als ein Vasallendorf der Herrschaft Forst, die bis 1667 im Besitz des Adelsgeschlechts der Bieberstein war und danach, ehe sie ganz unter sächsische Hoheit kam, an das Herzogtum Sachsen-Merseburg fiel.
Innerhalb einer langen Reihe adliger Besitzerfamilien erwarb im Jahr 1838 Johann Wilhelm August von Friedrich das Döberner Rittergut. Er ließ 1850 auf seinem Land eine Braunkohlengrube anlegen, eine der ersten in der Niederlausitz. Sie wurde schon 1852 wieder stillgelegt. Ebenfalls auf Gutsland wurde 1857 durch den neuen Besitzer Heinrich Bruhn die Grube Heinrich in Betrieb genommen, die bis 1870 arbeitete. Hinzu kam 1864 die bis 1934 betriebene und sehr ergiebige Providentia. Mit der immer größer werdenden Kohleproduktion, die vor allem in den Fabriken der umliegenden Städte abgesetzt wurde, hatte für das kleine, gärtnerisch geprägte Döbern, das zuvor nur eine Wassermühle, eine Ziegelei und eine Brauerei besaß, die Entwicklung zum Industrieort begonnen.
Das galt erst recht, als in unmittelbarer Nähe der Grube im Jahr 1867 die Tafelglashütte Gebrüder Hirsch ihre Arbeit aufnahm und 1882 die Glashüttenwerke Fettke & Ziegler gegründet wurden. Die Bevölkerungszahl von Döbern stieg stark an. Die Bebauung zu beiden Seiten der Chaussee nach Muskau, einige hundert Meter abseits der Dorfstelle gelegen, verdichtete sich weiter. Vor und nach der Jahrhundertwende folgten den ersten beiden Glasbetrieben zahlreiche andere, begünstigt durch den 1891 mit der Bahnstrecke Weißwasser–Forst vollzogenen Anschluss an das Eisenbahnnetz. Es entstand eine Brikettfabrik. Um aufkommenden Absatzschwierigkeiten bei Tafelglas zu begegnen, begann die Produktion von Behälterglas eine größere Rolle zu spielen. Auch die Kristallschleiferei nahm zu.
Ein bedeutendes Unternehmen war ab den 1930er Jahren auch die Destillation des Johann Kocemba, die zahlreiche Likörsorten, Fruchtsäfte, Sirups und Limonaden herstellte und bis in die 1950er Jahre eine reichhaltige Produktpalette aufwies. Das aufgelöste Firmenarchiv mit Hunderten Etiketten von ca. 1930 bis 1960 wurde später bei Internetauktionen angeboten.
Kurze Zeit nach dem Zweiten Weltkrieg wurden die größten Glasunternehmen enteignet, weitere aus Döbern und Umgebung traf es dann in den 1950er Jahren. Für diese Betriebe, die den VEB Glashüttenwerk Döbern bildeten, errichtete man 1968 einen großen Hütten- und Verwaltungsneubau. In das Glashüttenwerk wurden 1972 auch noch die letzten privaten und halbstaatlichen Betriebe eingegliedert.
Döbern, das bis 1910 nach Groß Kölzig eingepfarrt war, erhielt 1908 eine eigene evangelische Kirche. Über die eigene Schule verfügte es bereits seit 1877. Die meist zugezogenen Einwohner katholischen Glaubens erhielten ihre Gemeindeschule 1902, ihre Kirche 1906.
Zur Stadt Döbern gehört seit 1974 die früher selbstständige Gemeinde Eichwege, die bis 1938 Dubraucke hieß und nach 1945 nicht mehr zurückbenannt wurde.
Döbern verfügt heute, von einigen Fabrikantenvillen und öffentlichen Gebäuden abgesehen, nur noch über eine bescheidene Zahl wertvoller baulicher Zeugnisse der Industrie- und Gemeindegeschichte. Das 1750 auf dem Gelände einer mutmaßlichen Wasserburg errichtete Gutshaus ist vernachlässigt, der Gutspark als solcher unkenntlich.
 Verwaltungsgeschichte 

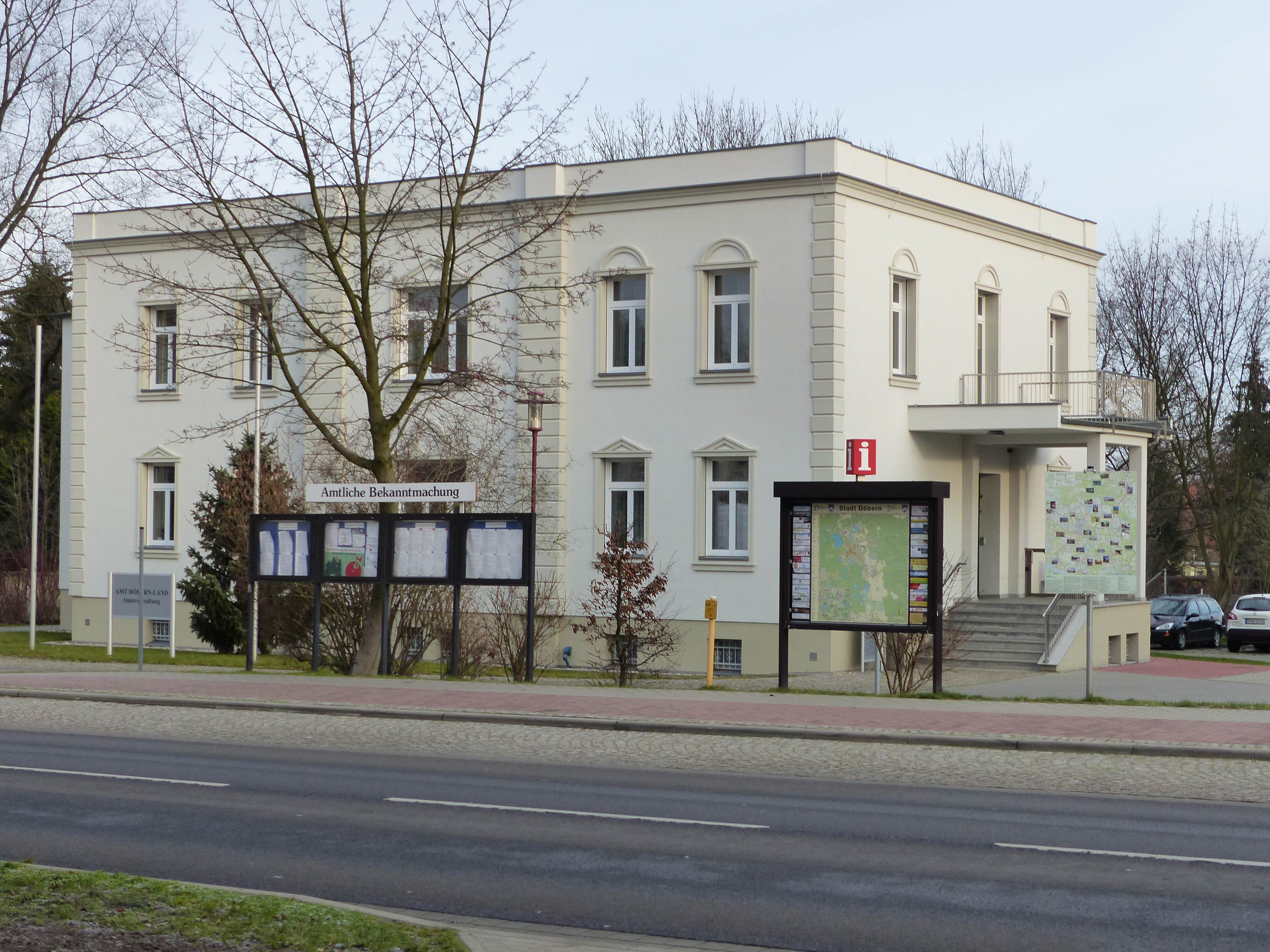
Amtsverwaltung Döbern

Döbern gehörte seit 1816 zum Kreis Sorau in der preußischen Provinz Brandenburg und ab 1952 zum Kreis Forst im DDR-Bezirk Cottbus. Seit 1993 liegt die Stadt im brandenburgischen Landkreis Spree-Neiße.
Die Stadt Döbern hat keine eigene Verwaltung, sondern wird durch das Amt Döbern-Land verwaltet. Dieses Amt wurde mit Genehmigung des Innenministeriums des Landes Brandenburg am 31. Juli 1992 gebildet. Ihm gehörten anfänglich 14 Gemeinden an. Nach einer Gemeindegebietsreform reduzierte sich deren Gesamtanzahl durch Fusion auf 8. Diese Gemeinden bedienen sich der gemeinsamen Verwaltung, der Amtsverwaltung mit dem Sitz in Döbern und Hornow. Chef der Verwaltung ist der Amtsdirektor.

## Bevölkerungsentwicklung
| Jahr | Einwohner |
| ---- | --------- |
| 1875 | 0462      |
| 1890 | 0684      |
| 1910 | 3 419     |
| 1925 | 3 541     |
| 1933 | 3 862     |
| 1939 | 3 948     |

| Jahr | Einwohner |
| ---- | --------- |
| 1946 | 3 738     |
| 1950 | 4 162     |
| 1964 | 4 459     |
| 1971 | 4 597     |
| 1981 | 5 072     |
| 1985 | 4 883     |

| Jahr | Einwohner |
| ---- | --------- |
| 1990 | 4 672     |
| 1995 | 4 322     |
| 2000 | 4 118     |
| 2005 | 3 895     |
| 2010 | 3 618     |
| 2015 | 3 396     |

| Jahr | Einwohner |
| ---- | --------- |
| 2020 | 3 166     |
| 2021 | 3 146     |
| 2022 | 3 110     |
| 2023 | 3 100     |
| 2024 | 3 066     |

Gebietsstand des jeweiligen Jahres, Einwohnerzahl: Stand 31. Dezember (ab 1991), ab 2011 auf Basis des Zensus 2011, ab 2022 auf Basis des Zensus 2022

## Politik

### Stadtverordnetenversammlung
Die Stadtverordnetenversammlung von Döbern besteht entsprechend der Einwohnerzahl der Stadt aus 16 Stadtverordneten und dem ehrenamtlichen Bürgermeister. Die Kommunalwahl am 9. Juni 2024 führte bei einer Wahlbeteiligung von 65,2 % (2019: 58,3 %) zu folgendem Ergebnis:
| Partei / Wählergruppe                                                               | Stimmenanteil 2014 | Sitze 2014 |  | Stimmenanteil 2019 | Sitze 2019 |  | Stimmenanteil 2024 | Sitze 2024 |
| ----------------------------------------------------------------------------------- | ------------------ | ---------- |  | ------------------ | ---------- |  | ------------------ | ---------- |
| Listenvereinigung SPD, Wählergruppe Freunde des Sports und Wählergruppe St. Florian | –                  | –          |  | –                  | –          |  | 49,8 %             | 8          |
| Haus- und Wohnungseigentümerschutzvereinigung                                       | 12,0 %             | 2          |  | 21,2 %             | 3          |  | 27,1 %             | 4          |
| Einzelbewerber Matthias Krumpa                                                      | –                  | –          |  | –                  | –          |  | 14,2 %             | 1          |
| Einzelbewerber Roy Hoffmann                                                         | –                  | –          |  | 05,5 %             | 1          |  | 08,9 %             | 1          |
| SPD                                                                                 | 17,1 %             | 2          |  | 39,6 %             | 5          |  | –                  | –          |
| AfD                                                                                 | 08,3 %             | 1          |  | 17,4 %             | 1          |  | –                  | –          |
| Die Linke                                                                           | 17,8 %             | 3          |  | 09,5 %             | 2          |  | –                  | –          |
| Wählergruppe St. Florian                                                            | 03,4 %             | –          |  | 06,8 %             | 1          |  | –                  | –          |
| CDU                                                                                 | 25,2 %             | 3          |  | –                  | –          |  | –                  | –          |
| FDP                                                                                 | 16,3 %             | 3          |  | –                  | –          |  | –                  | –          |
| Insgesamt                                                                           | 100 %              | 14         |  | 100 %              | 13         |  | 100 %              | 14         |

Bei der Wahl 2014 blieben zwei Sitze unbesetzt, da CDU und SPD jeweils einen Kandidaten weniger aufgestellt hatten, als ihnen Sitze zugestanden hätten.
Nach der Wahl 2019 blieben drei Plätze unbesetzt, da die AfD nur einen und die SPD nur fünf Kandidaten zur Wahl gestellt hatte.
Bei der Wahl 2024 entsprachen die Stimmenanteile der beiden Einzelbewerber jeweils zwei Sitzen, daher bleiben zwei Sitze in der Stadtverordnetenversammlung unbesetzt.

### Bürgermeister
- 1990–1994: Dieter Herrmann (CDU)
- 1994–2008: Eberhard Koch (FDP)[13]
- seit 2008: Jörg Rakete (SPD)[14]

Rakete wurde bei der Bürgermeisterstichwahl am 30. Juni 2024 als Kandidat einer Listenvereinigung aus SPD und den Wählergruppen St. Florian und Freunde des Sports mit 62,5 % der gültigen Stimmen wiedergewählt. Die Wahlbeteiligung lag bei 41,3 %. Seine Amtszeit beträgt fünf Jahre.

### Wappen
Das Wappen wurde am 7. Juli 1993 genehmigt.
Blasonierung: „In Blau unter goldenem Schildhaupt mit quergelegter roter Hirschstange ein silberner Sparren, begleitet beiderseits von je zwei gekreuzten silbernen Berghämmern mit goldenen Stielen, im Winkel ein silberner Kelch.“

### Städtepartnerschaften
Zur Stadt Rheinbach in Nordrhein-Westfalen bestehen seit 1990 partnerschaftliche Beziehungen. Weiterhin bestehen seit vielen Jahrzehnten partnerschaftliche Beziehungen zur polnischen Stadt Jasień. Die Zusammenarbeit mit Jasień ist seit dem 21. Februar 1999 in einem Partnerschaftsvertrag geregelt.

## Sehenswürdigkeiten

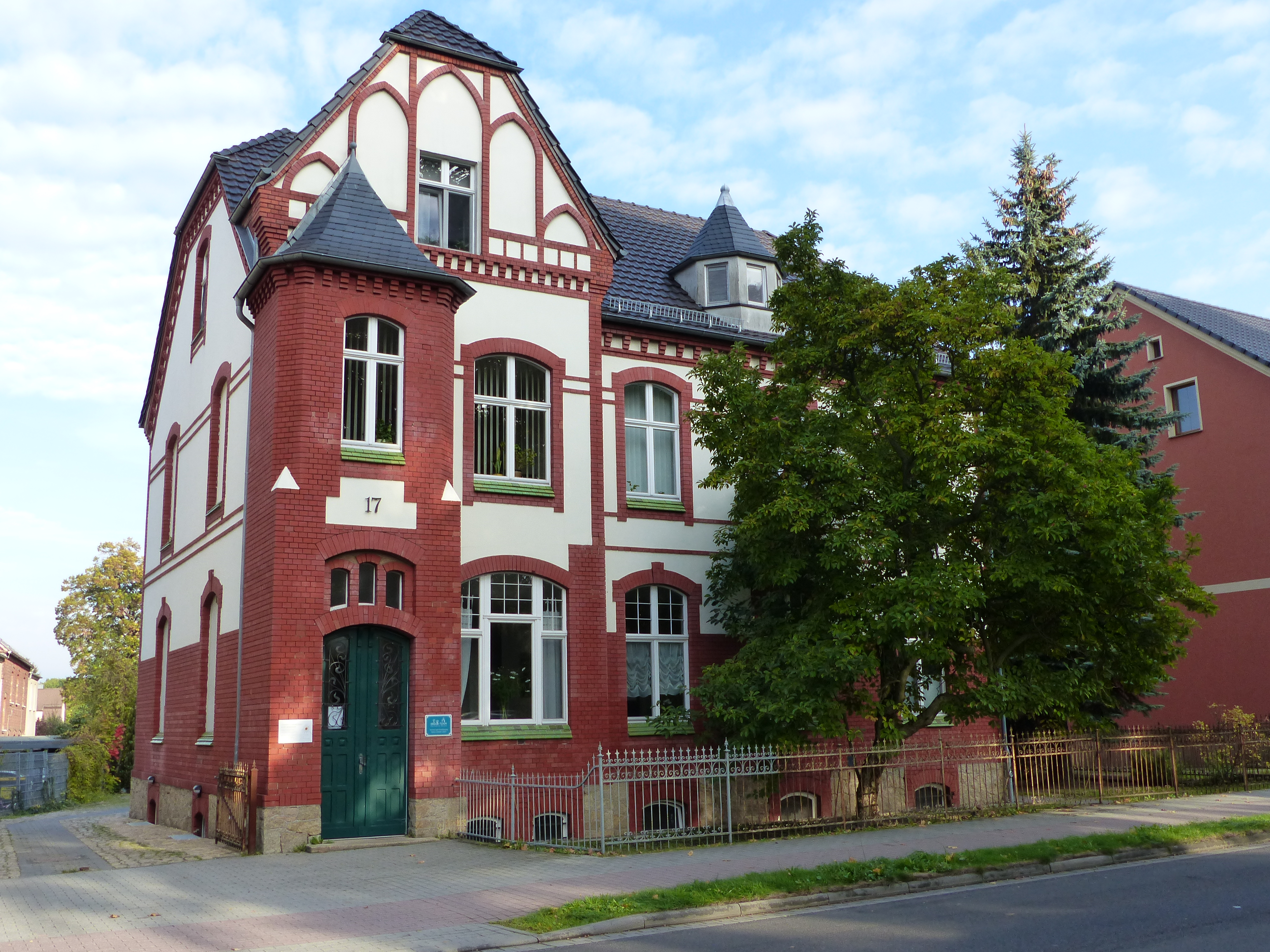
Ehemaliges Postamt

In der Liste der Baudenkmale in Döbern und in der Liste der Bodendenkmale in Döbern stehen die in der Denkmalliste des Landes Brandenburgs eingetragenen Denkmale.

## Wirtschaft und Infrastruktur

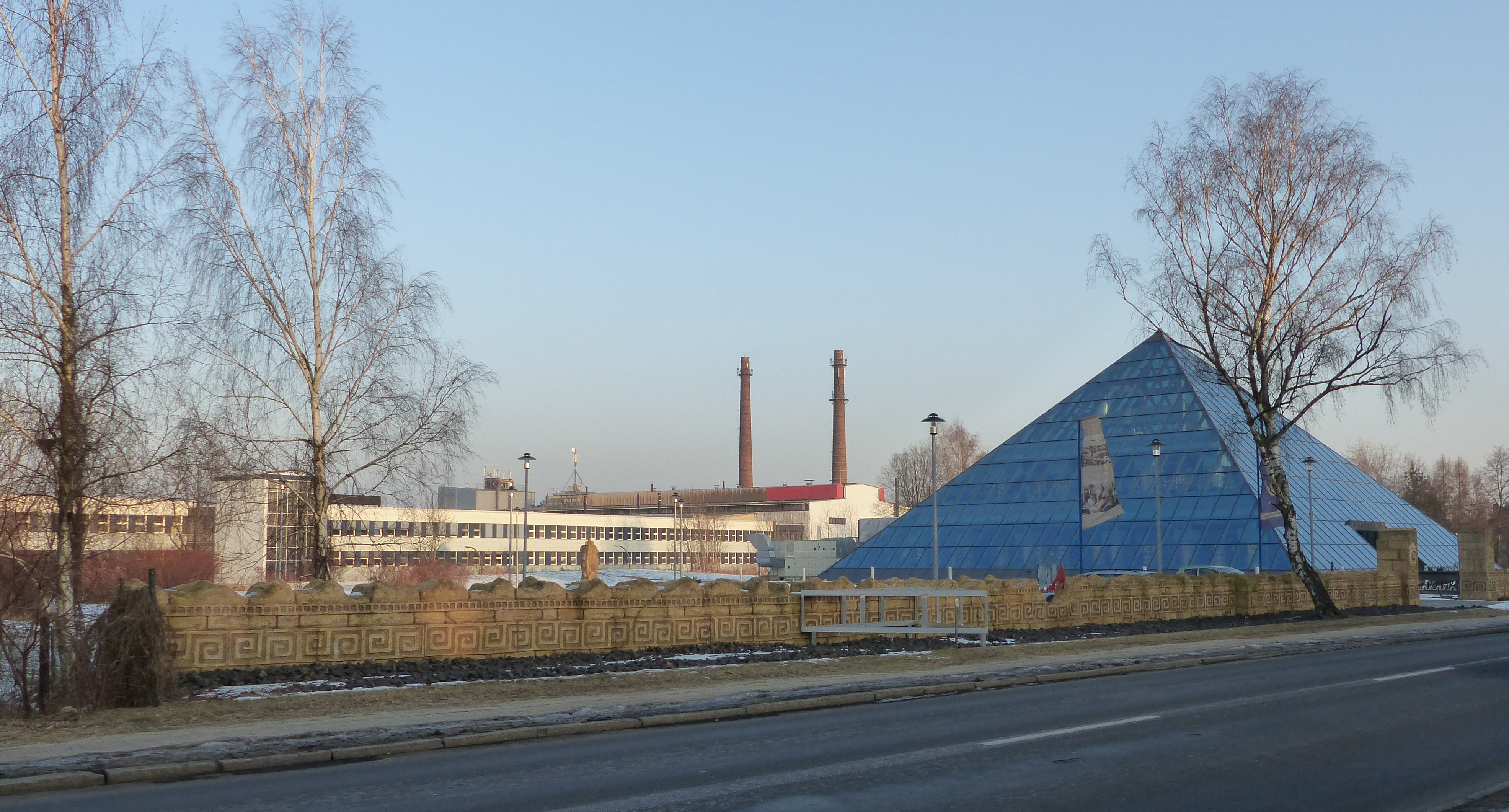
Glaswerk Döbern mit Verkaufspyramide (2017)

### Glaswerk
Das Glaswerk hatte als VEB Glaswerk Döbern im Kombinat Lausitzer Glas vor der Privatisierung im Zuge der deutschen Wiedervereinigung zuletzt mehr als 1700 Beschäftigte. Als Produzent eines breiten Sortiments von Haushaltsglas und Bleikristall-Gefäßen galt es mit Kunden aus über 20 Ländern es als einer der leistungsstärksten Unternehmen in Europa.. Für den Betrieb arbeiteten Glasgestalter und Glasgestalterinnen wie Rosemarie Koschnick-Chatterjee.
Mit dem Jahr 1990 fiel es dem Glaswerk zunehmend schwer, sich unter den veränderten wirtschaftlichen Bedingungen zu behaupten. Es kam zu Eigentümerwechseln. Die Beschäftigtenzahl begann immer stärker zu schrumpfen und fiel nach Insolvenzen auf einen Tiefpunkt.
Seit Jahren arbeitet das Glaswerk, das unter dem neuen Namen „Cristalica“ firmiert, an der Überwindung seiner wirtschaftlichen Schwierigkeiten. Die Belegschaft besteht gegenwärtig aus 55 Mitarbeitern, die Erhöhung auf 80 ist geplant.
Im Herbst 2013 wurde unter Anwesenheit des brandenburgischen Ministerpräsidenten Dietmar Woidke auf dem Firmengelände eine 17 Meter hohe, der Produktionspräsentation und dem Verkauf dienende Glaspyramide eröffnet. Als zusätzlicher Blickfang fungiert unmittelbar an der Forster Straße eine wuchtige Mauer mit exotischen Bildnissen und Arabesken.

### Verkehr
Die Stadt liegt an der Bundesstraße 115 zwischen Forst und Görlitz. Die Bundesstraße 156 zwischen Spremberg, Bad Muskau und Bautzen ist in 5 km Entfernung erreichbar. Bis zur Bundesautobahn 15 (Dreieck Spreewald–polnische Grenze) sind es über die Landesstraßen L482 und L48 bis zur Anschlussstelle Roggosen ca. 15 km.
Der Bahnhof Döbern (b Forst) lag an der Bahnstrecke Weißwasser–Forst. Sie wurde 1996 stillgelegt.
Der öffentliche Personennahverkehr wird unter anderem durch den PlusBus des Verkehrsverbund Berlin-Brandenburg erbracht. Folgende Verbindungen führen, betrieben von der Spree-Neiße-Bus, ab Döbern:
- Linie 849: Döbern ↔ Trebendorf ↔ Kathlow ↔ Cottbus
- Linie 851: Döbern ↔ Groß Kölzig ↔ Simmersdorf ↔ Forst

### Öffentliche Einrichtungen
- Sitz des Amtes Döbern-Land
- Stadtbibliothek
- Heimatstube
- Strandbad Badesee Eichwege

### Sport
1929 errangen die Fußballer der FT Döbern den Vizemeistertitel im Wettbewerb um die deutsche Meisterschaft des Arbeiter-Turn- und Sportbundes. Sie verloren das im Stadion des SC Victoria Hamburg ausgetragene Endspiel gegen den einheimischen SC Lorbeer 06 knapp mit 4:5 Toren.
Die Fußballmannschaft von Chemie Döbern wurde im Jahr 1983 Bezirksmeister und qualifizierte sich damit für die zweitklassige DDR-Liga, der sie aber nur eine Spielzeit lang angehörte. Die Mannschaft des SV Döbern spielt in der Saison 2024/25 in der Landesliga Süd des Fußball-Landesverbandes Brandenburg.

## Persönlichkeiten

### Söhne und Töchter der Stadt
- Germanus Theiß (1898–1960), Politiker (CDU), 1946–1950 Abgeordneter des Brandenburgischen Landtags
- Helmut Radochla (1913–1990), Turner
- Rainer Flieger (1941–2018), Gebrauchsgrafiker und Illustrator
- Detlef Schmidt (* 1944), Manager
- Birgit Radochla (* 1945), Geräteturnerin
- Wolfgang Honko (* 1948), Fußballspieler
- Klaus-Peter Schulze (* 1954), Bürgermeister, Politiker (CDU), 2013–2021 Mitglied des Deutschen Bundestages
- Alexander Besch (* 1955), Fußballspieler
- Bernd Drogan (* 1955), Straßenradsportler (* nach anderen Angaben in Bohsdorf[20])

### Persönlichkeiten, die mit der Stadt in Verbindung standen oder stehen
- Germanus Theiß (1867–1945), Glasmacher und Glashüttenmeister, lebte in Döbern
- Michaela Andörfer (1928–2014), Ordensfrau, Generaloberin der Hedwigschwestern, wuchs in Döbern auf
- Rosemarie Koschnick-Chatterjee (1939–2018), Glasgestalterin, lebte in Döbern
- Kristian Pech (* 1946), Schriftsteller, lebt in Döbern
- René Rydlewicz (* 1973), Fußballspieler, begann seine Laufbahn bei Chemie Döbern
- Franz Schiewer (* 1990), Radrennfahrer, wuchs in Döbern auf